# Ufficio di collocamento della gente di mare
Gli uffici di collocamento della gente di mare (UCGM), in Italia, sono articolazioni territoriali che dipendono funzionalmente dal Ministero del lavoro e delle politiche sociali.
Si occupano dell'arruolamento, ossia della selezione del personale, dei lavoratori marittimi appartenenti alla gente di mare disponibili a prestare servizio a bordo di navi italiane per conto di un armatore o società di armamento.

## Storia
Gli UCGM sono stati istituiti ai sensi dell'articolo 2 del regio decreto-legge 24 maggio 1925, n. 1031, convertito in Legge 18 marzo 1926, n. 562, posti alle dipendenze dell'allora Ministero della marina mercantile. Con la profonda riforma del collocamento ordinario avvenuta sin dal governo Prodi I, con il cosiddetto pacchetto Treu, i lavoratori marittimi erano stati lasciati fuori dal riordino, per via della loro particolarità: sono sottoposti al Codice della navigazione.
Con il D. Lgs. n. 300/1999, relativa alla riforma Bassanini dei ministeri, gli Uffici di collocamento passavano sotto il Ministero delle infrastrutture e dei trasporti, avendo incorporato il Ministero dei trasporti e della navigazione, e parte del Ministero dei lavori pubblici. Col governo Berlusconi II in sede di completamento della riforma del sistema di collocamento generale, viene emanato a norma dell'articolo 2, comma 4, del D. Lgs. 19 dicembre 2002 n. 297, il predetto DPR n. 231/2006 che ha abrogato la Legge 18 marzo 1926, n. 562. Con l'emanazione del regolamento predetto gli UCGM sono posti alle dipendenze del Ministero del lavoro e delle politiche sociali.

## Funzioni
Ai sensi del DPR 18 aprile 2006, n. 231, sono incardinati tuttavia presso le capitanerie di porto - uffici della Guardia costiera dipendenti dal Ministero delle infrastrutture e dei trasporti.
Le funzioni degli uffici di collocamento della gente di mare, sono previste dall'articolo 5, comma 1, del DPR n. 231/2006 e sono relative alla gestione degli elenchi anagrafici dei lavoratori marittimi disponibili all'arruolamento; alla gestione della scheda professionale dei lavoratori inseriti nell'elenco anagrafico; all'accertamento e verifica dello stato di disoccupazione e della disponibilità al lavoro marittimo; alla preselezione ed incontro tra domanda e offerta di lavoro; alla registrazione dei lavoratori marittimi nell'ambito delle comunicazioni obbligatorie da parte degli armatori in materia di arruolamento, in apposita sezione denominata UNIMARE; al monitoraggio statistico delle consistenze e dei flussi di lavoro marittimo.
Tali funzioni sono simili a quelle conferite nell'ambito della Riforma Bassanini col D. Lgs. n. 496/1997, ai Centri per l'impiego per la generalità dei lavoratori, ma diversamente da questi ultimi non sono gestiti dalle Regioni, ma direttamente dallo Stato. Infatti, la gestione delle assunzioni dei lavoratori marittimi rimangono a livello centrale e non regionalizzate: viene creata una Borsa Nazionale del Lavoro Marittimo nell'ambito della Borsa continua nazionale del lavoro.

## Organizzazione territoriale
Gli UCGM sono in numero di 29, suddivisi in 14 direzioni marittime, da cui dipendono gli uffici di collocamento:
- direzione marittima di Trieste, da cui dipende l'UCGM di Trieste;
- direzione marittima di Venezia, da cui dipende l'UCGM di Venezia;
- direzione marittima di Genova, da cui dipendono gli UCGM di Genova, La Spezia, Savona;
- direzione marittima di Livorno, da cui dipendono gli UCGM di Livorno, Porto Ferraio;
- direzione marittima di Ravenna, da cui dipende l'UCGM di Ravenna;
- direzione marittima di Pescara, da cui dipende l'UCGM di Pescara;
- direzione marittima di Ancona, da cui dipende l'UCGM di Ancona;
- direzione marittima di Roma, da cui dipende l'UCGM di Roma;
- direzione marittima di Napoli, da cui dipende l'UCGM di Napoli;
- direzione marittima di Bari, da cui dipendono gli UCGM di Bari, Brindisi, Molfetta, Taranto;
- direzione marittima di Reggio Calabria, da cui dipendono gli UCGM di Reggio Calabria, Crotone;
- direzione marittima di Palermo, da cui dipendono gli UCGM di Palermo, Trapani, Mazara del Vallo, Porto Empedolce, Gela;
- direzione marittima di Catania, da cui dipendono gli UCGM di Catania, Messina e Augusta;
- direzione marittima di Cagliari, da cui dipendono gli UCGM di Cagliari, La Maddalena, Porto Torres.